# Lyle Owerko
Lyle Owerko este un fotograf și fotoreporter american care a lucrat la diferite canale de televiziune, cum ar fi Sundance Channel și MTV. Fotografiile sale sunt colectate de multe personalități, cum ar fi oameni de afaceri, comedianți și celebrități. De asemenea, ele au fost folosite în câteva filme, aici fiind incluse The Failling Man (2006 film), în regia lui Henry Singer, și  Profeția (2006 film), dar și în cărți - Extrem de tare și incredibil de aproape, de Jonathan Safran Foer. Munca sa este, totodată, inclusă în arhiva permanentă a Bibliotecii Congresului Statelor Unite ale Americii, din Washington DC. Owerko călătorește mult în jurul lumii în fiecare an pentru a fotografia. În prezent, locuiește în New York.

## Copilăria și educația
Lyle Owerko a crescut în Calgary, Canada. A studiat la Institutul Pratt din Brooklyn, New York, unde a obținut un masterat în Științe.

## Cariera

### Fotografie și artă plastică
În 2005, editura Princeton Architectural Press a publicat cartea lui Jennifer New, Drawing From Life, în care a fost inclus atât jurnalele lui Lyle Owerko, precum și cele ale lui Mike Figgis, David Byrne, Carol Beckwith și Maira Kalman.
În 2006 Owerko călătorit în Africa , unde a luat parte la inițiativa lui Jeffrey Sachs, Millennium Promise, documentând viața oamenilor din Sauri, Kenya.
În 2010, editura Abrams a publicat The Boombox Project , prezentarea lui Owerko despre istoria unei importante pictograme a culturii pop. Cărțile care au apărut au fost acoperite de mai multe publicații de știri, inclusiv New York Times, New York Magazine, Huffington Post, Fast Company, CBS News, și National Public Radio. În același an Hasselblad Cameras l-a numit un "Hasselblad Master" pe Lyle Owerko pentru activitatea sa ca fotojurnalist de artă.
Munca lui Owerko poate fi văzută în multe muzee și colecții private, inclusiv la muzeul Victoria & Albert din Londra, care deține o parte din colecția Boombox. De asemenea, activitatea sa mai poate fi vazută la muzeul Jackson Fine Art, din Atlanta, și Whisper Fine Art, din Londra.

### Jurnalism
Owerko a realizat fotografia copertei revistei TIME  din 11 septembrie 2001, în ziua atentatelor teroriste, ce arăta o explozie ce izbucnise în Turnurile Gemene din World Trade Center. În 2005, Societatea americană a editorilor de reviste (AMSE) a clasat coperta revistei TIME a 25-a dintr-o listă de 40 cele mai importante coperte de reviste din ultimii 40 de ani.
O parte din activitatea fotografică a lui Lyle Owerko poate fi vazută în cartea sa, And No Birds Sang, unde sunt și fotografii pe care le-a făcut pe 11 septembrie 2001.

### Videoclipuri muzicale
Owerko a lucrat cu o serie de muzicieni inclusiv Jesse Harris, Rufus Wainwright și trupa americană, American Hi-Fi. El a filmat videoclipul pentru primul single de pe albumul lui Jesse Harris, Feel (2007). El a regizat, de asemenea, un tur de documentare pentru turneul trupei American Hi-Fi,  în 2001, și fotografia lui ce reprezenta un aparat radio spart a devenit coperta pentru albumul  Rock n'Roll Noodle Shop: Live from Tokyo. În 2012, Lyle regizat o serie de videoclipuri muzicale pentru Jesse Harris, folosind doar un iPhone, care a inclus cântecele Sad Blues  și I Won't Wait. În 2013 de asemenea, el a regizat videoclipul pentru piesa de titlu al albumului lui Jesse Harris, Borne Away.

### Premii
- New York Art Directors Club
- National Press Photographers Association
- American Photography

## Legături externe
- Site web oficial
- Lyle Owerko la Internet Movie Database